# Anders Pehrson
Karl Anders Pehrson (* 19. September 1912 in Göteborg; † 14. Juli 1982) war ein schwedischer Industriedesigner von Leuchten in Skandinavischem Design, das dem Stil des Mid-century modern zugeordnet wird.

## Leben
Pehrson arbeitete nach seinem Ingenieurstudium in Göteborg von 1952 bis 1963 als Design Manager und Designer bei AB Philips. Von 1963 bis 1978 leitete er das Ateljé Lyktan (deutsch Atelier Laterne) in Åhus, wo er sich auf Arbeitsbeleuchtung im öffentlichen und industriellen Umfeld konzentrierte. 
Pehrsons Arbeiten Skrivbordslampa, Golvlampa, Supertube und sein bekanntester Entwurf Bumling sind im Schwedischen Nationalmuseum ausgestellt.
Bumling (deutsch [Fels-]Brocken) von 1968 entwickelte sich zu einem schwedischen Designklassiker und wurde in sechs verschiedenen Größen mit Durchmessern von 190, 50, 300, 400, 485 und 600 mm gebaut. Der Metallkörper der Lampe wurde in einer Vielzahl von Farben angeboten und war bald auch international erfolgreich.
Für die Olympischen Sommerspiele 1972 lieferte das Atelier 16.300 Tisch- und Stehleuchten des Typs Nummer 591 und Nummer 781 Simris für die Innenbeleuchtung des Olympischen Dorfs in München. Anders Pehrson hatte die Originalmodelle 1964 entworfen. Bezogen auf die Stückzahl war dies der größte Auftrag in der Unternehmensgeschichte seines Ateliers.

## Werke (Auswahl)
Andere Entwürfe Pehrsons trugen Titel wie 
- Circling
- Crystal
- Forsythia
- Jasmine
- Juniper
- Cannon
- King
- Knubbling
- Oak
- Queen
- Rocket
- Simris
- Sovo
- Tube

## Privates
1941 heiratete er Karin Ney.